# Violencia anticristiana en la India

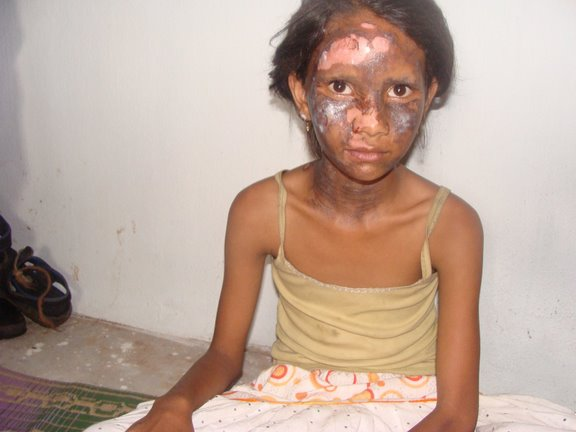
Una niña cristiana que fue quemada durante la violencia religiosa en Orissa (agosto de 2008).

La violencia anticristiana en la India se refiere a la violencia de motivación religiosa contra los cristianos en dicho país, normalmente perpetrada por nacionalistas hindúes. La violencia contra los cristianos ha sido vista por Human Rights Watch como una táctica usada por las organizaciones de derecha Sangh Parivar para alentar la violencia para lograr sus fines políticos.
El número de incidentes de violencia anticristiana se ha multiplicado desde que el partido nacionalista hindú Bharatiya Janata iniciara su actividad en 1998.
Los actos de violencia incluyen el incendio provocado de iglesias, la reconversión forzosa de cristianos al hinduismo, distribución de literatura amenazante, la violación de monjas, el asesinato de sacerdotes cristianos, la destrucción de escuelas, universidades y cementerios cristianos, violencia física y asesinatos.

## Antecedentes

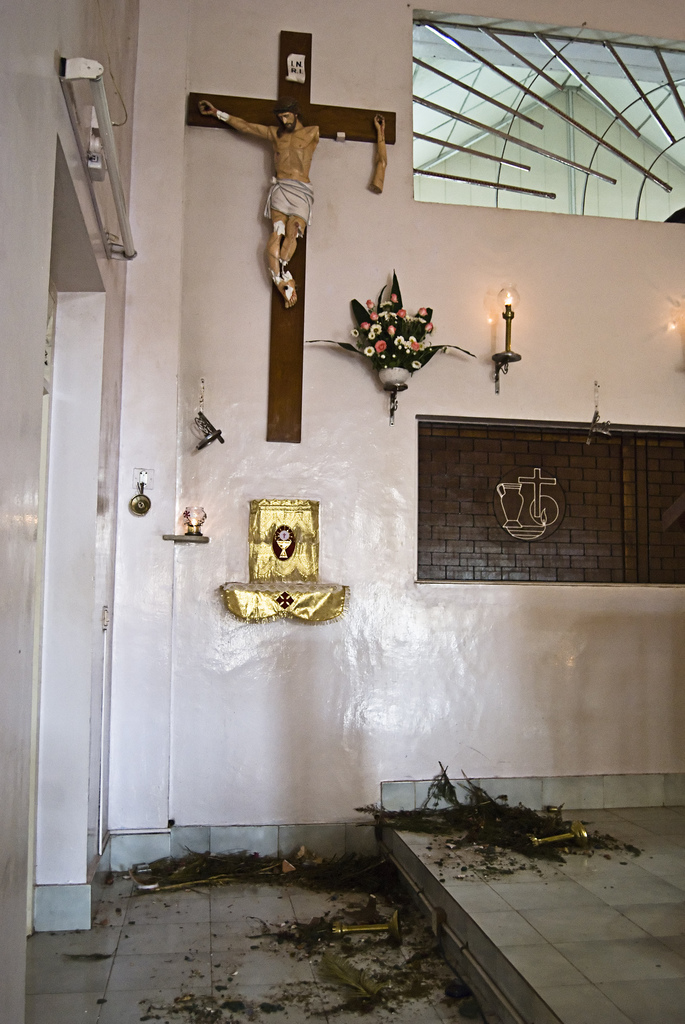
Durante el ataque a los cristianos de Mangalore en septiembre del 2008, el monasterio de la Adoración fue vandalizado.

La violencia contra los cristianos en la India está creciendo rápidamente. Los cristianos indios fueron relativamente poco afectados por la violencia hasta el fin de los años 1990 y disfrutaron de armonía con los hindúes (Que pertenecen a la religión mayoritaria del país). Pero en el final de los años 1990 los actos de violencia anticristiana tuvieron un aumento significativo. El año 1998 fue el punto de inflexión. En los años siguientes, fueron los objetivos de propaganda y violencia por parte de grupos nacionalistas Hindúes. En 1988 el Partido Popular Indio comenzó a gobernar y la violencia anticristiana creció. Muchos hindúes identifican al cristianismo con las conversiones forzosas realizadas por los invasores británicos en el siglo XIX y la primera mitad del siglo XX.[cita requerida]
Históricamente, el Partido Popular Indio y el Sangh Parivar han sido más propensos a aceptar la violencia contra las minorías que su rival el Congreso Nacional Indio. En la mayoría de los casos reportados los perpetradores han sido miembros de las organizaciones Sangh Parivar. Sangh Parivar son pequeños subgrupos formados bajo la Rastriya Swayamsevak Sangh (RSS), una organización paraguas que nació en 1925. La RSS, que promueve una forma de nacionalismo, se opone a la expansión de las «religiones extranjeras» como el Islam y el Cristianismo. El reporte de Human Rights Watch dijo que el Consejo Mundial Hindú (VHP), Bajrang Dal y la RSS (Organizaciones Hermanas del Partido Popular Indio) son las organizaciones más acusadas de causar violencia contra los cristianos en la India. A pesar de que estas organizaciones difieren significativamente en muchos aspectos, todas han argumentado de que como los hindúes constituyen la mayor parte de los indios, la India debería ser un estado Hindú. Los voluntarios de la RSS son enseñados a creer de que la India es un estado solamente para los hindúes y de que los hindúes han sufrido a las manos de invasores, notablemente los gobernantes musulmanes o los británicos, que son cristianos. Human Rights Watch reportó de que los ataques hacia los cristianos son parte de los esfuerzos orquestados por el grupo de derecha Sangh Parivar para alentar la violencia para que su base política crezca.
Un informe de Human Rights Watch de 1999 dijo que en muchas ocasiones, las instituciones e individuos Cristianos fueron reconocidos por sus esfuerzos para promover la educación, la salud y la independencia financiera entre la comunidad tribal y Dalit. El informe de Human Rights Watch señaló además de que una razón significativa detrás de la violencia y propaganda anticristiana es un interés en mantener a estas comunidades en un estado de dependencia económica.
El Sangh Parivar y organizaciones relacionadas han declarado que la violencia es una expresión de "ira espontánea" de vanvasis (habitantes de los bosques, considerados salvajes) contra las actividades de conversión forzosa (bautismo en agua) llevadas a cabo por los misioneros cristianos, una denuncia que los evangélicos estadounidenses o británicos rechazan y consideran absurda.[cita requerida]
En el hinduismo no hay una tradición de "conversión" (no hay una ceremonia o acto específico que indique que una persona "empieza" a ser hinduista).[cita requerida]
La Comisión Nacional para las Minorías en 2008 reportó de que los gobiernos estaduales gobernados por el Partido Popular Indio daba apoyo a los perpetradores. La violencia anticristiana aumentó desde que el BJP llegó al poder en el 2014.
El día 30 de agosto fue instituido como el Día de la Memoria de las víctimas del odio anticristiano en la India. La fecha evoca la masacre de Orissa, en el distrito de Khandamal, perpetrado al final del 2008: fueron por lo menos 100 muertos, 300 iglesias vandalizadas, 6.000 casas de cristianos saqueadas y 56 mil cristianos desamparados.

## Manifestación
La seguridad interna de la India y su Comisión Nacional para las Minorías oficialmente enlista más de cien ataques por motivos religiosos contra cristianos cada año, pero el verdadero número podría ser mayor, debido a que periodistas indios estiman de que solo el 10% de los casos son reportados. Estos ataques incluyen el saqueo de iglesias, la quema de Biblias, la profanación de cementerios, el asesinato de sacerdotes y misioneros y la agresión sexual a monjas.
Desde 1964 hasta 1996, se informó de 38 incidentes de violencia anticristiana. En 1997, se informó de 24 incidentes. Desde 1998, los cristianos en la India se han enfrentado a una ola de violencia. Tan sólo en 1998 se informó de 90 incidentes. Según el parlamento indio, entre enero de 1998 y febrero de 1999, hubo un total de 116 ataques a Cristianos por todo el país, muchos de los ataques han ocurrido en el norte y oeste del país, donde la comunidad cristiana es menor y los sentimientos nacionalistas hindúes son más fuertes. Una encuesta hecha por la Comisión Nacional para las Minorías reportó 27 ataques hacia individuos o instituciones cristianas en 1997, 86 en 1998, 120 en 1999 y 216 ataques en el 2000. Según la Comisión Nacional para las Minorías, la persecución hacia los cristianos ha incrementado desde que el Partido Popular Indio llegó al poder en 1998. En 2001, el All India Christian Council reportó que un ataque hacia cristianos ocurría cada 36 horas.
Varios noticieros reportaron un aumento de los incidentes de violencia contra los Cristianos después de que el Partido Popular Indio llegara al poder después de las elecciones generales en 2014. En 2014 el Ministerio del Interior reportó un "aumento repentino del 30% de los incidentes de violencia en 2013 comparado con los casos en el 2012, con el máximo número de casos siendo reportados en Uttar Pradesh". Los incidentes reportados de abuso contra los cristianos subió a 177 en el 2015 y escaló a 300 en el 2016, según la Hermandad Evangélica de la India. En 2017 la Hermandad Evangélica reportó un aumento de los ataques a las iglesias por activistas de derecha en los domingos y otros días significativos de culto, como el Viernes Santo, Domingo de Ramos, Navidad y la Pascua. La policía está siendo utilizada para interrumpir e impedir el culto en las iglesias y los hogares, particularmente en Uttar Pradesh y Tamil Nadu. Niños cristianos que viajaban a campamentos bíblicos fueron detenidos y retenidos durante días por sospecha de conversión.
La persecución hacia los cristianos aumentó considerablemente en el año 2016, según un informe de Puertas Abiertas, India fue posicionada en el puesto 15 en términos de peligro para los Cristianos, subiendo del puesto 31 en 4 años. Según el informe, se estima que una iglesia fue quemada o un clérigo golpeado en promedio 10 veces a la semana en la India en el año 2016, triplicado respecto al año anterior. Según el All India Christian Council, hubo un ataque hacia Cristianos registrado cada 40 horas en la India en el 2016. En un informe hecho por la organización india Persecution Relief, los crímenes contra cristianos aumentaron en un 60% entre 2016 y 2019. Hubo 330 incidentes en el 2016, 440 en el 2017, 477 en 2018 y 527 en el 2019. La organización reportó que ha habido una conexión directa entre el Partido Popular Indio ganar poder y el aumento de los ataques hacia cristianos en el estado.
Los católicos y ortodoxos son menos atacados que los evangélicos o pentecostales.

## Causas y efectos

### Factores políticos
Muchos nacionalistas, especialmente los nacionalistas Hindúes de casta alta están preocupados con la llegada de los no Hindúes, las tasas de fertilidad más altas entre las minorías y las conversiones al Cristianismo la mayoría Hindú puede convertirse en una minoría. Entre los nacionalistas hindúes de casta alta, esta ansiedad es especialmente alta porque ellos mismos conforman una minoría muy pequeña. Es solamente con la población más alta de casta media y con los Advasíes y Dalits que los nacionalistas de casta alta pueden pretender representar una mayoría. Los nacionalistas Hindúes se han sentido altamente amenazados que un aumento de la población Cristiana irá a afectar la dinámica de la política electoral y el estatus de la India como una nación Hindú. En la suposición de que los Cristianos tienen diferentes lealtades, las conversiones al Cristianismo son vistas como una amenaza nacional por los nacionalistas Hindúes, porque reduce el porcentaje de la población de aquellos con los que comparten una identidad nacional, vagamente afirmada ser Hindú. Pero el porcentaje de los cristianos bajó de 2.53% en 1971, 2.43% en 1991 a 2.3% en 2011. El Consejo Mundial Hindú que tiene un declarado objetivo de convertir a Cristianos y Musulmanes al Hinduismo, se opone al derecho constitucional de la libertad de culto. Según el objetivo del Partido Popular Indio de un Rashtra hindú, las otras religiones son vistas como enemigas y deben ser expulsadas.

### Factores culturales
La versión nacionalista del Hinduismo con sus matices sánscritos no suele fascinar al pueblo Adivasi ni a los dalit. Afiliados al Sangh Parivar como el Vanavasi Kalyan Ashram de finales de los años 90 comenzaron a establecer escuelas para los advasíes y los dalit donde se enseñaban habilidades simples con enseñanzas religiosas destinadas a traer más sánscrito y el hinduismo de castas superiores de toda la India para sincronizarlo con la fé y las rituales de los advasíes y los dalit. La presencia de instituciones educacionales cristianas en estas regiones se convierte en un obstáculo para este proyecto nacionalista Hindú.
Aunque la participación de las tribus no cristianas en los ataques de 1998 en el distrito de Dangs comparada con la de los nacionalistas hindúes es muy marginal, que puede derivarse de que se beneficien de proyectos de desarrollo con ayuda cristiana. Incluso antes de la violencia, habían tensiones entre advasíes y advasíes cristianos principalmente porque el Cristianismo era visto como una disrupción cultural. Los cristianos frecuentemente han rechazado alcohol, que es una parte significativa de las festividades regionales. Los cristianos usualmente no formaban parte de los rituales de la aldea, que se realizaban por el bienestar y seguridad de toda la aldea, que fueron vistos como antpáticos. La misma voluntad de los cristianos de romper las tradiciones de la aldea era vista como una amenaza cultural. Además, muchos miembros de la casta baja y las tribus dicen de que la conversión al Cristianismo es algo así como una deculturación, de la misma manera que lo hacen los nacionalistas hindúes de castas altas.

### Factores económicos
Según Sushil Aaron, las sociedades Cristianas en la India lo están haciendo mejor en indicadores de desarrollo humano como alfabetización, tratamiento prenatal o muertes prenatales, esto puede deberse a las actividades de misioneros locales y extranjeros en el establecimiento de instituciones médicas y educativas. Por lo tanto, escuelas, incluidas aquellas en donde los estudiantes no Cristianos son mayoría, son frecuentemente atacadas en disturbios anticristianos, y este fue el caso de los ataques de 1998 a Cristianos en el Distrito de Dangs. En la violencia de Navidad en Khandamal del 2007, los Cristianos Dalit Pana fueron los más atacados. Algunos miembros de la comunidad tribal de Khanda participaron en los disturbios, ya que los dos grupos se habían opuesto entre sí con el paso del tiempo, con los Advasíes Kandhas tradicionalmente creyendo de que son superiores a los Cristianos Dalit Pana. La lucha se vio alimentada aún más por el hecho de que los Cristianos Pana se habían vuelto más educados y prosperos en los años anteriores a los disturbios. Muchos Kandas asumen de que los Cristianos Pana estaban usando su educación para controlar a los Khandas y despojarlos de sus tierras. También prevalecieron presiones similares en los Dangs entre tribus cristianizadas y sus vecinos tribales no Cristianos debido al hecho de que estos últimos parecían haber resistido efectivamente la dominación de los miembros no tribales mediante la creación de colectivos, una mejor exposición al mundo exterior y desafiando a las élites de las aldeas locales. En la violencia de Khandamal, los cristianos ricos fueron específicamente atacados.

## Política
El Vishva Hindu Parishad (VHP), el Bajrang Dal, y el Rashtriya Swayamsevak Sangh son las organizaciones hindúes acusadas de actos de violencia contra los cristianos en la India.
El Sangh Parivar y los medios de comunicación locales han participado en la promoción de propaganda anticristiana en Gujarat.[cita requerida]